# Joseph Lawton Collins
Joseph Lawton Collins (imenovan Joe la Foudre ali Lightnin' Joe), ameriški general, * 1. maj 1896, New Orleans, † 12. september 1987, Washington, D.C.

## Življenjepis
- poveljnik 25. divizije (1943)
- poveljnik 7. korpusa (1944)

Izkazal se je na obali Utah, z zavzetjem Cherbourga, Kölna in Dessaua.